# Ringenes Herre - Kongen vender tilbage (film)
Kongen vender tilbage er en episk, amerikansk fantasyfilm fra 2003. Den er tredje del af Peter Jacksons filmtrilogi baseret på J.R.R. Tolkiens Ringenes Herre.
Filmen var nomineret til 11 Oscars ved Oscaruddelingen 2004 og vandt i alle kategorier, bl.a. Oscar for bedste film og Oscar for bedste instruktør.

## Handling
Filmen begynder med et flashback om hvordan Sméagol oprindeligt fandt Herskerringen, og springer så frem til at han, som Gollum, leder Frodo og Sam til Minas Morgul. Aragorn, Legolas, Gimli, Gandalf, Théoden og Éomer forenes med Merry, Pippin og Træskæg ved Isengard, der nu er under enternes kontrol. Her finder de en palantír. Pippins nysgerrighed løber af med ham, da de når Edoras, og han kigger ind i den. Gandalf får indsigt i, at Sauron planlægger at angribe Minas Tirith. Sammen med Pippin rider han dertil. I Kløvedal har Arwen et syn om sin ufødte søn og overtaler Elrond til at omsmede sværdet Narsil, der for lang tid siden huggede ringen af Sauron, igen.
Gandalf og Pippin når til Minas Tirith, og finder marsken Denethor sørgende over Boromir, hvorfor Pippin lover ham troskab. Samtidig sender Heksekongen hele den store orkhær af sted, hvilket varsler starten af krigen. Frodo, Sam og Gollum starter deres opstigning på trapperne lige i nærheden. Morgul-hæren driver ridderne fra Gondor ud af Osgiliath, og Faramir bliver tvunget til at forsøge et fra starten dødsdømt forsøg på at genindtage byen. I nærheden af Minas Morgul lykkes det Gollum at overtale Frodo til at sende Sam hjem for ikke han skal tage ringen. På Gandalfs opfordring tænder Pippin bavnerne og tilkalder dermed hjælp fra Edoras og kong Théoden. Mens de forbereder sig til kamp i Dysterharge, møder Aragorn Elrond, der overrækker ham det nysmedede sværd Andúril. Aragorn, Legolas og Gimli følger De Dødes Sti for at rekruttere den forbandede Døde Hær, og overtage piraterne fra Umbars skibe. Théoden ridder i kamp med 6000 ryttere, uvidende om, at Éowyn og Merry er blandt dem.

## Medvirkende
- Elijah Wood – Frodo Sækker
- Sean Astin – Samvis Gammegod
- Billy Boyd – Peregrin Toker
- Dominic Monaghan – Meriadoc Brændebuk
- Ian McKellen – Gandalf
- Viggo Mortensen – Aragorn
- Orlando Bloom – Legolas
- John Rhys-Davies – Gimli
- Andy Serkis – Gollum / Smeagol
- Liv Tyler – Arwen
- Bernard Hill – Théoden
- Miranda Otto – Éowyn
- Karl Urban - Eomer
- Cate Blanchett - Galadriel
- Marton Csokas - Celeborn
- Craig Parker - Guritz
- Christopher Lee - Saruman
- Brad Dourif - Grima Wormtongue
- John Noble - Denethor
- Hugo Weaving - Elrond
- David Wenham – Faramir
- Sean Bean – Boromir
- Ian Holm - Bilbo Baggins
- Lawrence Makoare - Gothmog
- Paul Norell - King of the Dead
- Bruce Spence - Mount of Sauron
- Thomas Robins - Deagol
- Joel Tobeck - Orc Lieutenant

## Modtagelse

### Priser
Ringenes Herre – Kongen Vender tilbage vandt 11 oscars:
- Oscar for bedste film
- Oscar for bedste instruktør
- Oscar for bedste klipning
- Oscar for bedste filmatisering
- Oscar for bedste scenografi
- Oscar for bedste visuelle effekter
- Oscar for bedste lydredigering
- Oscar for bedste musik
- Oscar for bedste sang
- Oscar for bedste kostumer
- Oscar for bedste makeup